# Osvaldo Guariglia
Osvaldo Guariglia (Ciudad de Buenos Aires 17 de diciembre de 1938 - Ciudad de Buenos Aires 2 de mayo de 2016) fue un filósofo argentino conocido por sus contribuciones al campo de la ética y de la teoría política contemporánea. Entre sus aportes más considerables se hallan su extenso análisis de la ética aristótelica y su propuesta de ética discursiva y universalista.

## Reseña biográfica
Estudió Letras Clásicas en la Facultad de Filosofía y Letras (FFyL) de la Universidad de Buenos Aires, licenciándose con una tesis sobre Anaximandro de Mileto. A partir de sus estudios filológicos, estudia la obra aristótelica y redirige su investigación académica hacia la filosofía práctica clásica. 
En 1978, gracias a una beca de la Fundación Alexander von Humboldt, obtiene el título de Philosophiæ doctor en la Universidad  de Tübingen (Alemania Federal), bajo la dirección del Dr. Konrad Gaiser.[cita requerida]
Luego del retorno de la democracia a La Argentina y La progresiva normalización de La universidad pública, colabora junto a Eduardo Rabossi y Carlos Nino en la estructura teórica que justificaba el Juicio a las Juntas Militares. 
Asume la cátedra de Ética en la Universidad de Buenos Aires. 
[cita requerida]
En 1986 obtiene el Diploma al Mérito Konex para la disciplina Ética y en 1992 el Primer Premio Nacional de Filosofía. Tres años después, en 1995, es nombrado Profesor Honorario de la Universidad Nacional de La Plata y luego Profesor Titular Plenario en la Universidad de Buenos Aires. En el 2001, obtiene el máximo cargo en la carrera de Investigador del Consejo Nacional de Investigaciones Científicas y Técnicas (Conicet). En 2006, es condecorado con el Premio Konex de platino en Ética, otorgado por la Fundación Konex. 

Fue Presidente del Centro de Investigaciones Filosóficas y la Asociación Filosófica Argentina.  Es miembro del Directorio de la Enciclopedia Iberoamericana de Filosofía, editada por el CSIC de España. Es Editor de Revista Latinoamericana de Filosofía Política y de la Revista Latinoamericana de Filosofía. 
Publicó una centena de artículos en revistas especializadas y catorce libros, algunos de ellos en Alemania, España, Italia y Argentina.[cita requerida]

## Obra
Sus investigaciones estuvieron siempre orientadas hacia la ética y la filosofía política. Desde sus primeros trabajos manifestó una preocupación central por la justificación racional de normas con el propósito de preservar un sistema de moralidad y una noción fuerte de legitimidad como alternativa al relativismo y escepticismo éticos. Estas cuestiones, que ya aparecen tratadas en su primer libro de filosofía práctica,  Ideología, verdad y legitimación, son profundizadas y sistematizadas en Moralidad, Ética universalista y sujeto moral. Aquí elabora su concepción de la ética, a la que concibe como una disciplina autónoma cuya finalidad es reconstruir la estructura argumentativa de la moralidad: el ámbito estricto de las obligaciones incondicionadas que conforman el marco de la acción social y política.
El núcleo de su teoría consiste en un principio formal de universalización que establece la garantía última sobre la que se asienta la consistencia de los juicios morales cotidianos.  La función de este principio es garantizar las relaciones simétricas y recíprocas entre las personas, aunque por sí solo no es capaz de proveer fundamentación a las normas; en este sentido es similar al principio lógico de no-contradicción, que no garantiza la verdad de las proposiciones que lo satisfacen; análogamente, una norma puede satisfacer los requerimientos del principio de universalización pero eso no asegura su moralidad; esto lo harán los principios sustantivos de justicia.
Cierto es que en  una era post-metafísica ya no es posible apelar a criterios trascendentales que nos aseguren la validez incondicionada de las normas básicas, en este sentido, toda justicia es, necesariamente, contingente. Sin embargo existe-y esta es una de las tesis fuertes que se proponen -una justicia prioritaria contenida en ciertos principios materiales universales que no provienen de una postulación hipotética-como ocurre con los principios de justicia de Rawls-ni son meramente formales, pero están conectados por reglas lógicas y pragmáticas al procedimiento de universalización.
Estos son los principios de libertad negativa,  de igualdad y de autonomía. El primero es un principio limitativo que regula las interacciones de los sujetos en una sociedad y prohíbe aquellas fundadas en la coacción o en el asentimiento forzado. Su enunciado es: Ningún miembro de la sociedad interferirá nunca las acciones de otro miembro usando de la violencia en cualquier grado ni pretenderá mediante la aplicación de coacciones un asentimiento forzado para la satisfacción de sus propios fines.
El de la igualdad está destinado a garantizar la imparcialidad en las interacciones, estableciendo que: Todo miembro de la sociedad tendrá siempre iguales prerrogativas que cualquier otro miembro de ella. Cualquier desigualdad entre ellos no podrá fundarse en la mera diferencia numérica de las personas. Ambos principios de justicia constituyen los criterios morales que deben guiar en el interior de una sociedad el diálogo destinado a resolver los conflictos.
Los complementa el Principio de autonomía: Todo miembro de la sociedad deberá tener iguales posibilidades para alcanzar una capacidad madura que le permita hacer uso de sus derechos y articular argumentativamente sus demandas; su función es establecer un criterio de equidad al fijar el umbral de los reclamos legítimos de las personas hacia su sociedad en tanto explicita el derecho de cada miembro a tener aseguradas iguales oportunidades para desarrollar las capacidades mínimas que lo conviertan en un ser capaz de autodeterminarse maduramente. En sociedades profundamente inequitativas, el principio de autonomía permitiría justificar un tutelaje por parte del estado en función de representar los intereses de los grupos menos favorecidos. 

Guariglia es también un especialista en Aristóteles. Sus aportes al campo de los estudios aristotélicos se concentran en la filosofía práctica. En La ética en Aristóteles o la moral de la virtud- estudio exhaustivo y actualizado de la ética del estagirita- interpreta la relación entre racionalidad científica y teorética y racionalidad práctica en la obra de Aristóteles como análoga a la que guardan dos especies del mismo género, la primera propia de las ciencias teoréticas y la segunda de las ciencias ético-políticas y productivas.
Ambos tipos de ciencia se caracterizan por el conocimiento de principios, siendo los de las ético-políticas los principios de las acciones. Este enfoque permite a Guariglia iluminar la filosofía práctica de Aristóteles desde la perspectiva de una filosofía de la acción centrada en los conceptos de bien y virtud. Respecto al primero subraya la homonimia del término “bueno”, que Aristóteles pone de manifiesto en su crítica a Platón y, disintiendo de otros intérpretes, muestra que no existe en la concepción aristotélica una prioridad lógica de ningún tipo de bienes; esta conclusión le posibilita justificar la tesis central del libro contraria a la posición canónica:
la ética de Aristóteles no es exclusivamente eudaimonista o eudemonista, o, en todo caso, coexisten en la obra del filósofo dos concepciones de la ética difíciles de conciliar entre sí: dado que los bienes que, según Aristóteles, se persiguen por sí mismos son por lo menos dos: la felicidad y la virtud, esto da como resultado dos modos de entender la vida buena, uno de ellos, claramente eudaimonista, considera que la virtud es parte integrante de la felicidad, dicho de otro modo, no se puede ser feliz sin ser virtuoso;  y otra que concibe la práctica de la virtud como un fin en sí mismo, totalmente independiente de la prosecución de la felicidad.  

Más recientemente, Guariglia se ha volcado al estudio de una serie de problemas relacionados con los derechos humanos y la ética internacional. Si bien éste es un ámbito que no había abordado en obras anteriores, sus contribuciones en este plano se presentan como un desarrollo natural de sus posiciones previas. En su importante artículo “Enforcing Economic and Social Human Rights”, publicado en un volumen de la Unesco especialmente destinado a discutir el derecho humano a vivir libre de pobreza, Guariglia defiende la existencia de derechos humanos a los bienes y servicios listados en la Declaración Universal de Derechos Humanos y el Pacto de Derechos Económicos, Sociales y Culturales de las Naciones Unidas.
La responsabilidad primordial por la satisfacción de estos derechos recae, por supuesto, en los estados nacionales, los cuales deben incorporarlos a sus textos constitucionales y adoptar políticas públicas tendientes a su realización generalizada. Dado que las autoridades políticas suelen mostrarse reacias a cumplir con su responsabilidad, Guariglia sostiene, sin embargo, que resulta necesario dar competencia al poder judicial en esta materia.
Aunque Guariglia es consciente de que en un estado democrático los jueces deben abstenerse de proponer políticas públicas específicas a fin de no infringir la división de poderes, considera, no obstante, que estos pueden suspender la aplicación de medidas que pudieran deteriorar todavía más la situación de los más vulnerables así como advertir al legislativo y al ejecutivo sobre el incumplimiento de normas internacionales y/o compromisos constitucionales previamente asumidos, fijando prioridades para el gasto público.
Estas obligaciones de naturaleza legal se complementan, a su vez, con todo un abanico de deberes puramente morales a los que Guariglia cataloga como deberes imperfectos. Dentro de las fronteras, los ciudadanos de los países en vías de desarrollo deben hacer lo que esté a su alcance para conseguir un mayor nivel de transparencia y rendición de cuentas en el funcionamiento del estado, evitando así que los escasos recursos disponibles sean drenados por múltiples redes de corrupción. Por su parte, los políticos y personas de negocios de los países desarrollados deben abstenerse de promover regulaciones, en especial regulaciones comerciales, que deterioren aún más la ya precaria situación de los pobres del mundo.

Los problemas preliminarmente examinados en “Enforcing Social and Economic Human Rights” dieron lugar, unos años más tarde, al libro En camino de una justicia global, tal vez la contribución más importante en la materia escrita en español hasta el día de hoy. Aunque se trata de una obra relativamente breve, ésta recorre de manera sistemática y con admirable rigor reconstructivo los principales debates de la ética internacional desde la modernidad temprana hasta nuestros días. La tesis fundamental del libro es que, contrariamente a lo que sostiene la tradición realista, encarnada por pensadores como Hobbes, Carr y Morgenthau, el ámbito de las relaciones internacionales no constituye un dominio amoral en el que solo hay espacio para alianzas estratégicas, amenazas y negociaciones, sino una esfera a la que aplican  principios morales específicos.
De este modo —y como el propio autor reconoce— En camino de una justicia global propone una actualización de la perspectiva adoptada por Immanuel Kant en su influyente tratado sobre La paz perpetua y continuada por John Rawls El Derecho de Gentes. 

De acuerdo con Guariglia, los dos pilares fundamentales sobre los que se asienta la moral para el plano internacional son los derechos humanos y la convivencia pacífica entre naciones que se encuentran en estadios de desarrollo desiguales y que adhieren a concepciones del bien común seculares, metafísicas o religiosas diversas.
Así, Guariglia se compromete con una posición que denomina “cosmopolitismo de estados”, por contraposición al cosmopolitismo de individuos reivindicado por autores como Charles Beitz, Darell Moellendorf y Thomas Pogge. Mientras que esta última posición pretende la globalización de los derechos humanos por encima de las fronteras, reclamando incluso la aplicación de criterios redistributivos de corte igualitarista través de las naciones, el cosmopolitismo de estados propugnado por Guariglia aspira, en cambio, a lograr la progresiva realización de estos derechos a través de la creciente integración de los diversos estados en una suerte de federación global cimentada sobre principios e instituciones comunes. 

Especialmente destacable es el análisis de las relaciones comerciales y de intercambio que el libro lleva a cabo en su capítulo final. Sintetizando una amplísima bibliografía especializada, que abarca instrumentos de derechos humanos, documentos internacionales y análisis económicos comparativos, Guariglia argumenta a favor de reglas de juego que nivelen el campo para todos los participantes de la red de comercio internacional construida en torno a la Organización Mundial del Comercio. Lejos de moverse en el sentido de una pura igualdad formal, esta nivelación requiere la adopción de normas diferenciales que permitan a los países en vías de desarrollo adoptar medidas protectivas para su sector industrial y su mercado del trabajo, forzando, en cambio, a los países desarrollados a deponer cualquier barrera arancelaria contra los productos agrícolas procedentes del sur global. Solo de esta manera podrá evitarse que las sociedades más empobrecidas, cuyas economías se sustentan en la producción de materias primas, sigan sumiéndose cada vez más en la pobreza, generando, a su vez, las condiciones para que sus gobiernos logren atender las necesidades más urgentes de sus habitantes. Ese es, ni más ni menos, el camino hacia la justicia global que Guariglia propone.

Otra preocupación central de la producción reciente de Guarilglia es la evaluación crítica de la realidad política contemporánea, en particular, de las dificultades que enfrenta la democracia, entendida desde una perspectiva normativa, es decir, como un régimen político comprometido con la igualdad política y la mejora en las condiciones de vida de los ciudadanos. Las ideas del autor quedan bien resumidas en los dos primeros artículos de ¿El ocaso de la democracia? Quizá porque es plenamente consciente de la enorme complejidad del fenómeno que pretende abordar Guariglia estructura su análisis, aunque resulte paradójico, en torno a una dicotomía relativamente simple: la oposición entre oligarquía y democracia.
Se trata de la oposición, trazada por Aristóteles, entre un sistema político en que el poder está concentrado en manos de unos pocos y un sistema en el que el poder se encuentra distribuido en forma más amplia entre diversos grupos que ocupan cargos con funciones diferenciadas (administrativa, legislativa y judicial). La tesis central de Guariglia es que la expansión del sistema capitalista a escala global -especialmente la concentrada en el sector financiero- que siguió al derrumbe del socialismo real a principios de la década del 90 del siglo XX, han  minando progresivamente las bases sociales y, consecuentemente, políticas de la democracia y la han comenzado a sustituirla por nuevos regímenes políticos de corte oligárquico.
Este proceso asumiría características significativamente diferentes de acuerdo al contexto, aunque el resultado sería siempre el mismo: un nivel  de concentración del poder incompatible con los ideales democráticos más básicos y fundamentales. Guariglia sostiene, por ejemplo, que la paulatina transformación de la Unión Europea, especialmente a partir de la crisis económica iniciada en 2008, en un “Club de Jefes de Estado” se ajusta a este diagnóstico. Los jefes de Estado toman un rol protagónico dando la espalda a la participación política en la esfera legislativa de cada nación y a la injerencia de la esfera pública.
La versión latinoamericana de este proceso sería la emergencia “formas delegativas de democracia” o “neo-populismos”.  El núcleo del problema, presentado en forma muy simplificada, sería el siguiente. El poder del sector financiero en un contexto de hiperglobalización es tan grande que termina neutralizando por completo la capacidad de las democracias nacionales para ofrecer a sus ciudadanos los bienes fundamentales de los que depende la estabilidad y continuidad en el tiempo del propio sistema. La dependencia de la economía nacional de inversores especulativos globales conduce a una continua presión para bajar el gasto público que impacta sobre los salarios, las pensiones, las prestaciones características del estado de bienestar y termina conduciendo al descontento de la población y al estallido de crisis políticas que suelen traducirse en crisis económicas:
la desconfianza de los inversores es el resultado de las medidas impopulares que pretendían evitar dicho resultado. Los intentos de proteger a las democracias nacionales de las presiones económicas del capital financiero global no parecen mucho más prometedoras. El aislamiento de mercados más amplios, la imposición de barreras arancelarias, etc., conducirían a distorsiones económicas que formentarían la formación de un “capitalismo de amigos” asociado al poder político, una nueva oligarquía formada por el entramando de funcionarios políticos y empresarios privilegiados. Tanto la integración plena en la economía global como el intento de proteger a la nación de los peligros de ese proceso resultan fatales para la democracia, y condicen a desvíos oligárquicos. Para Guariglia existe, sin embargo una salida para superar este aparente callejón sin salida: a su juicio “la democracia sólo se cura con más democracia”. Se debe extender la democracia a organizaciones internacionales  regionales con intereses y objetivos compartidos por sus miembros. Por supuesto, estos organismos no deberían convertirse en clubes exclusivos parar ejecutivos y burócratas, sino que deben consistir en nuevos espacios de deliberación y toma de decisión abiertos a la injerencia de la ciudadanía y la opinión pública de las naciones que formen parte de dichas instituciones.  

## Premios y reconocimientos
- Diploma al Mérito Konex para la disciplina Ética' (Premios Konex, 1986)
- Beca Antorchas en filosofía, 1991.
- Primer premio nacional de filosofía y psicología, 1992.
- Premio Konex de platino en Ética, otorgado por la Fundación Konex, 2006.